# Широка Балка (Генічеський район)
Широка Ба́лка — село в Україні, в Іванівській селищній громаді Генічеського району Херсонської області. Населення становить 158 осіб.

## Історія
12 червня 2020 року, відповідно до розпорядження Кабінету Міністрів України № 713-р «Про визначення адміністративних центрів та затвердження територій територіальних громад Запорізької області», увійшло до складу Іванівської селищної громади.
17 липня 2020 року, в результаті адміністративно-територіальної реформи та ліквідації Іванівського району, село увійшло до складу Генічеського району.
24 лютого 2022 року село тимчасово окуповане російськими військами під час російсько-української війни.

## Населення
Згідно з переписом УРСР 1989 року чисельність наявного населення села становила 206 осіб, з яких 87 чоловіків та 119 жінок.
За переписом населення України 2001 року в селі мешкало 159 осіб.

### Мова
Розподіл населення за рідною мовою за даними перепису 2001 року:
| Мова       | Відсоток |
| ---------- | -------- |
| українська | 98,10 %  |
| молдовська | 1,27 %   |
| російська  | 0,63 %   |

## Люди
В селі народився Кушніренко Олександр Васильович (1930—1993) — український живописець.